# 6778 Tosamakoto
6778 Tosamakoto è un asteroide della fascia principale. Scoperto nel 1989, presenta un'orbita caratterizzata da un semiasse maggiore pari a 2,8399569 UA e da un'eccentricità di 0,0405019, inclinata di 3,10956° rispetto all'eclittica.